# Heavy ConstruKction
Heavy ConstruKction — концертний альбом британського гурту King Crimson, який був випущений 7 листопада 2000 року нп лейблі Discipline Global Mobile.

## Композиції
1. Into the Frying Pan — 6:20
2. The ConstruKction of Light — 8:29
3. ProzaKc Blues — 5:25
4. München — 8:35
5. One Time — 5:44
6. Dinosaur — 5:24
7. VROOOM — 4:44
8. FraKctured — 8:46
9. The World's My Oyster Soup Kitchen Floor Wax Museum — 7:38
10. Bonn — 9:22
11. Sex Sleep Eat Drink Dream — 4:30
12. Offenbach — 6:30
13. Cage — 3:54
14. Larks' Tongues in Aspic (Part IV) — 12:51
15. Three of a Perfect Pair — 3:42
16. Heroes — 6:11
17. Sapir — 5:40
18. Blastic Rhino — 4:11
19. Lights Please (Part I) — 0:58
20. ccccSeizurecc — 6:02
21. Off and Back — 4:11
22. More (and Less) — 3:14
23. Beautiful Rainbow — 6:59
24. 7 Teas — 4:07
25. Tomorrow Never Knew Thela — 4:49
26. Uböö — 7:59
27. The Deception of the Thrush — 11:10
28. Arena of Terror — 3:24
29. Lights Please (Part II) — 4:55

## Учасники запису
- Роберт Фріпп — гітара, вокал
- Пет Мастелотто — ударні
- Трей Ганн — гітара, вокал
- Адріан Белью — гітара, вокал